# Willi Giesemann
Willhelm Giesemann (ur. 2 września 1937 w Brunszwiku, zm. 4 października 2024) – niemiecki piłkarz występujący na pozycji obrońcy.

## Kariera klubowa
Giesemann zawodową karierę rozpoczynał w 1954 roku w klubie VfL Wolfsburg. W 1959 roku odszedł do Bayernu Monachium. W 1963 roku został graczem Hamburgera SV. W Bundeslidze zadebiutował 24 sierpnia 1963 w zremisowanym 1:1 meczu z Preußen Münster. 7 września 1963 w wygranym 4:0 spotkaniu z Karlsruher SC strzelił pierwszego gola w trakcie gry w Bundeslidze. W 1968 roku odszedł do HSV Barmbek-Uhlenhorst, gdzie w 1969 zakończył karierę.

## Kariera reprezentacyjna
W reprezentacji RFN Giesemann zadebiutował 11 maja 1960 w przegranym 0:1 towarzyskim meczu z Irlandią. W 1962 roku został powołany do kadry na mistrzostwa świata. Zagrał na nich w dwóch meczach swojej drużyny - z Chile (2:0) oraz Jugosławią (0:1). Tamten turniej Niemcy zakończyli na ćwierćfinale. Po raz ostatni w kadrze zagrał 6 czerwca 1965 w przegranym 0:2 towarzyskim pojedynku z Brazylią. W latach 1960–1965 drużynie narodowej rozegrał w sumie 14 spotkań.